# دشت مارگو

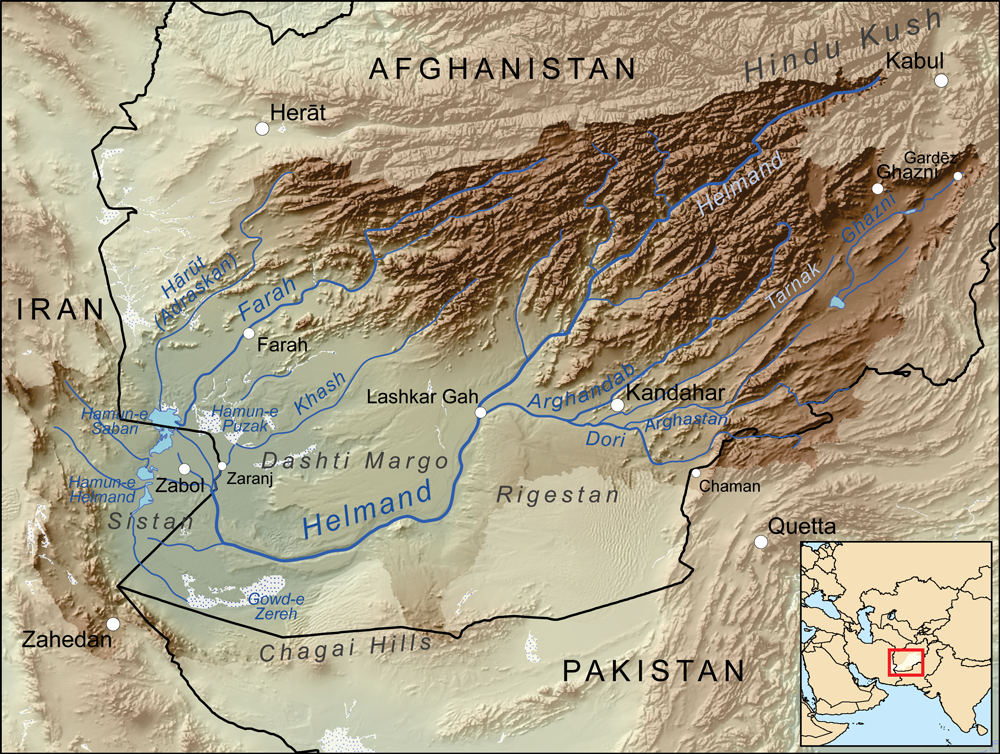
Dashti Margo, left of centre

دشت مارگو وسیع‌ترین دشت در منطقۀ سیستان می‌باشد، که از بخشی زیاد ولایت نیمروز در سیستان افغانستان را در بر می‌گیرد؛ گفته می‌شود که در این دشت وسیع ذخایر بزرگ اورانیم وجود دارد. این دشت از شمال نیمروز شروع شده تا نزدیکی ایران امتداد دارد.